# Palmyra (Utah)
Palmyra é uma Região censo-designada localizada no estado norte-americano de Utah, no Condado de Utah.

## Demografia
Segundo o censo norte-americano de 2000, a sua população era de 485 habitantes.

## Geografia
De acordo com o United States Census Bureau tem uma área de
30,4 km², dos quais 29,8 km² cobertos por terra e 0,6 km² cobertos por água.

## Localidades na vizinhança
O diagrama seguinte representa as localidades num raio de 12 km ao redor de Palmyra.